# Arboreto del Camino del Descubrimiento
El arboreto del Camino del Descubrimiento (en francés: Arboretum du Chemin de la Découverte) es un arboreto y colección botánica distribuida en un camino de unos 6 km de longitud, de propiedad y administración municipal en Melle, departamento de Charente, Francia.
Está abierto a diario sin cargo alguno.

## Historia
Fue creado en el año 1987 a lo largo del remanente de una vía de tren que estaba en desuso a lo largo de (6 km).
El municipio quiso hacer descubrir a los visitantes este lugar creando este camino; se descubren los arbustos y sotobosque que se encuentran en la región así como plantas de los cinco continentes a lo largo del camino peatonal.
Alrededor de 1990 la adquisición de nuevas tierras, permitió conectar los dos extremos de la ruta y conseguir un bucle de unos 6,5 km de distancia. Así, desde 1987 las plantaciones han continuado en el Camino de los Descubrimientos.
En 2006 y gracias al Arboreto, Melle obtuvo el «Prix National de l'Arbre» (Premio nacional del árbol), (la única población de Francia ganadora en ese año). 
También está catalogado como «Jardin Remarquable» (jardín notable) en el 2006.

## Colecciones botánicas
El camino está plantado con más de (1800 plantas leñosas de árboles y arbustos frondosas caducifolios de los que crecen en la región y especies procedentes de los cinco continentes.
Las coníferas no crecen de forma natural en la zona, por lo que se eliminaron las plantaciones de sus especies.
Con buenas colecciones de fresnos, abedules, castaños, almeces, carpes, tilos, y sauces, 
Además hay una rosaleda con más de 250 variedades de rosas entre las que se encuentran « rosiers botaniques » (espécies botánicas).
Las colecciones de los 9 géneros de plantas tal como Betula, Carpinus, Fraxinus, Ribes, Aesculus, Celtis, Salix, Sorbus y Tilia, están reconocidas a nivel nacional y clasificadas como « Collection agréée » por el «Conservatoire des Collections Végétales Spécialisées» (CCVS)
Otros géneros representados por un gran número de especies son, Alnus, Quercus, Acer y Fagus.